# 幕岩温泉
幕岩温泉（まくいわおんせん）は、長野県下高井郡山ノ内町大字平穏、志賀高原にある温泉。

## 泉質
- 単純硫黄泉
- 泉温　71.2℃

## 温泉街
サンバレースキー場前、標高1500メートル付近に5軒の宿泊施設が存在する。一部の宿泊施設は、スキー客向けの日帰り入浴を実施している。
丸池温泉とは池を挟んで、隣接している。
宿泊施設
- ホテル志賀サンバレー
- ビワ池ホテル
- 志賀高原の家グリーン
- 志賀の湯ホテル
- ヴィラ・アルペン

廃業・休業
- サンライズ法坂（旧志賀セントラルホテル）（2007年廃業）
- あやめホテル

## 歴史
平成6年（1994年）、開湯。

## アクセス
上越自動車道信州中野ICから、車で国道292号経由で約40分。
長野電鉄長野線の湯田中駅前から長電バス奥志賀高原線または白根火山線で「サンバレー」停留所下車、徒歩1分。
東日本旅客鉄道北陸新幹線および信越本線の長野駅東口バス広場、或いは東日本旅客鉄道北陸新幹線および飯山線の飯山駅千曲川口バス広場から長電バス急行志賀高原線で「サンバレー」停留所下車、徒歩1分。